# Dennis Gonsalves
Dennis Gonsalves (* 1943) ist ein US-amerikanischer Phytopathologe. Er züchtete mit seinem Team eine virusresistente Papaya, die die Papayaindustrie Hawaiis Ende der 1990er Jahre vor den verheerenden Folgen des Papaya Ringspot Virus schützte.

## Leben
Gonsalves wuchs auf einer Zuckerplantage auf Hawaii auf. Er studierte Gartenbau (B.S., 1965) und Phytopathologie an der University of Hawaii. Seine Promotion erfolgte 1968 an der University of California, Davis. Von 1972 bis 1977 arbeitete er an der University of Florida und von 1977 bis 2002 an der Cornell University, wo er 1995 Professor wurde. Seit 2002 ist er Direktor eines USDA-Forschungszentrums in Hilo.

## Arbeit
Gonsalves forscht an Pflanzenviren. Seine Arbeit an virusresistenten Pflanzen, insbesondere die Schaffung einer Papaya mit Resistenz gegen das Papaya Ringspot Virus, ist weltweit anerkannt und wurde mehrfach ausgezeichnet. 

## Auszeichnungen
- 2002: Humboldt-Forschungspreis
- 2007: Agriculture Research Service Science Hall of Fame
- 2009: Presidential Distinguished Rank Award